# Cubo de caldo

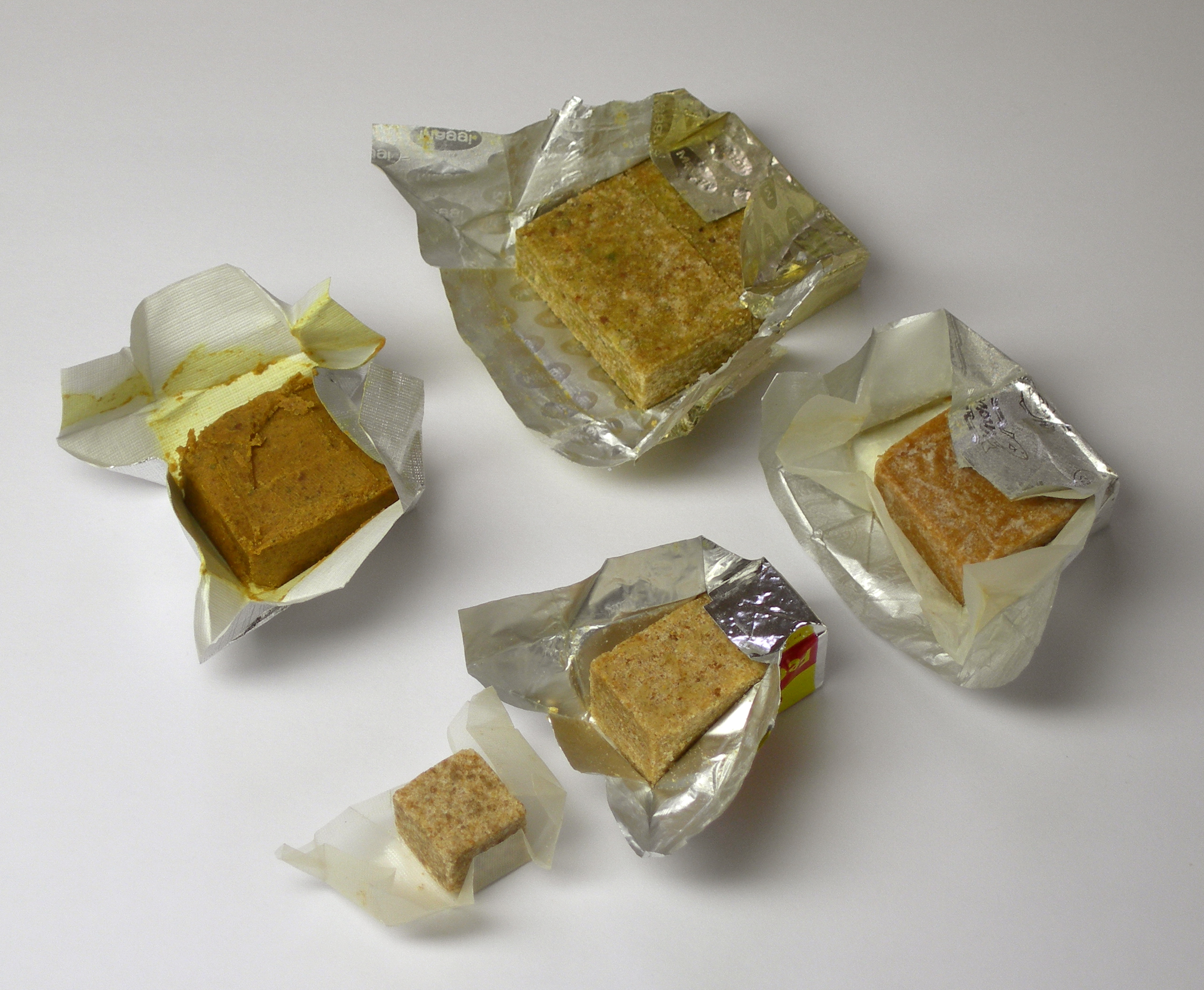
Unos cubitos de caldo listos para ser usados. Cada uno de ellos procede de diferentes marcas comerciales.

La pastilla de caldo, cubo de caldo (también en diminutivo como cubito de caldo o simplemente cubito), dado de sopa o, en Chile, caluga de caldo, es una forma concentrada y deshidratada de almacenar los caldos de carne, pollo, verduras o (en ocasiones) de pescado.
Se trata de un caldo bouillon deshidratado que permite elaborar de forma sencilla y rápida un caldo instantáneo. Se usa para cocinar sopa, salsa, pasta, arroz, etcétera.

## Historia

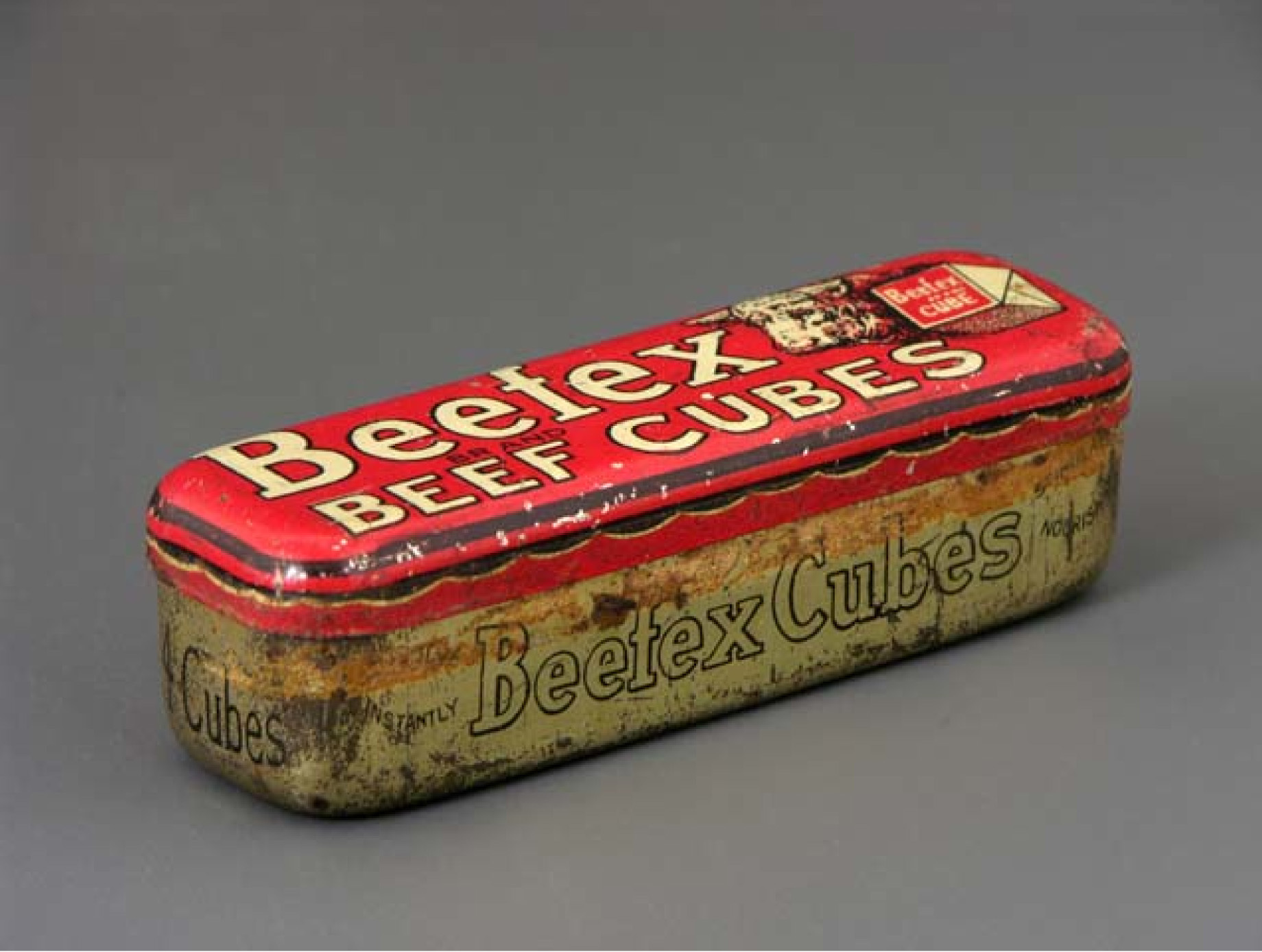
Recipiente metálico para cubo de caldo de la primera mitad del. De la colección del Museo del Objeto del Objeto.

Se atribuye la invención de este tipo de alimento en conserva al inventor francés del siglo XVIII llamado Nicolás Appert que lo empleaba como un extracto de carne. Las primeras aplicaciones fueron militares ya que su objetivo era el de poder abastecer logisticamente de alimentos a las tropas napoleónicas. Existen otras versiones que mencionan al barón y químico alemán Justus von Liebig como su primer inventor; fue elaborado por la Liebig’s Extract of Meat Company desde fines del siglo XIX. Posteriormente fue comercializado por la empresa suiza Maggi en el año 1908 y por la británica Oxo en 1910.
En España fue introducida por Gallina Blanca con el nombre de Avecrem, donde se sigue utilizando popularmente el nombre de esta marca registrada para referirse al caldo deshidratado.

## Características
La denominación cubo proviene de la forma geométrica que posee su presentación comercial. Por regla general se trata de un «paralelepípedo» (para ser más exactos un «ortoedro») con caldo concentrado y deshidratado de un tamaño aproximado de 15 mm. Se suele comercializar con concentrados de carne de vaca, de cordero, pollo y de pescado, es posible obtener versiones concentradas de caldo de verduras. La aplicación de los cubos se fundamenta en su disolución en agua caliente, de tal forma que la apariencia final es la de un caldo. Se elabora industrialmente con una gran cantidad de sal (se mencionan cantidades cercanas al 60 % de su peso) y saborizantes como glutamato monosódico junto con otras grasas sólidas.

## Comercialización
Desde comienzos del siglo XX algunas marcas se han encargado de comercializar este alimento de tal forma que es fácil asociar estos cubitos de caldo a nombres de compañías tales como Los Patitos en Costa Rica, Gallina Blanca en España, Knorr (durante muchos años Starlux, todo un clásico en España), Oxo, Maggi, Hormel's Herb-Ox, Wyler's, Goya, Doña Gallina, Kallo y RikoPollo. Todas ellas muestran diversas variedades en sus productos que pueden encontrarse en cualquier supermercado o tienda de ultramarinos. Es posible encontrar algunos de los cubos en formatos de polvo directos para ser empleados.

## Salud
Algunos médicos y nutricionistas[¿quién?] cuestionan los mismos debido a su elevado contenido en sodio y grasas, lo cual constituye un riesgo de padecer enfermedades coronarias o hipertensión arterial.